# 平壤時間
平壤時間（朝鲜语：／ Pyŏngyangsigan），又稱朝鮮民主主義人民共和國標準時間（朝鲜语：／），是朝鲜民主主义人民共和国使用的国家标准时间。2015年8月15日前及2018年5月5日之后，朝鲜使用UTC+09:00时区，与大韩民国和日本同一时区；當協調世界時是凌晨0:00，平壤就是上午9時。
2015年8月15日至2018年5月4日期间，朝鲜使用大韓帝國時代的UTC+08:30標準時間，比原来的时間慢30分鐘；當協調世界時是凌晨0:00，平壤時間就是上午8:30。

## 歷史
1908年4月1日，大韩帝國启用以东经127度30分基准的东八点半区（UTC+08:30）標準时，朝鮮半島被日本吞并後，在1912年1月1日改為與日本一致的东九区（UTC+09:00）標準时。
朝鲜战争後，大韓民國政府曾于1954年3月21日至1961年8月9日之间恢復東八点半區（1954年-1960年），但朝鮮民主主義人民共和國政府并未修改。
2015年8月7日，朝鮮宣布為了迎接祖國解放70周年，於2015年8月15日起，改用UTC+8:30的時間，比之前使用的時間慢半小時。而对于朝鲜更改时区，韩国方面表示，这将会给进出開城工業地區等韩朝间活动带来不便，而且从长远角度来看，还会对韩朝统一标准、恢复认同感起負面影響。
2018年4月29日，韩国媒体称，朝韩双方达成协议，将统一使用韩国首尔时间作为标准时间。据称，朝鲜劳动党委员长金正恩在看到“和平之家”挂着的分别指示平壤时间和首尔时间的两个时钟后表示“很心痛”，于是做出这一决定。4月30日，朝鲜最高人民会议常任委员会发布政令，自2018年5月5日起，恢复原先使用的东九区时间。

## 外部連結
- North Korea （页面存档备份，存于） - Time and date
- Asia/Pyongyang （页面存档备份，存于） - Travelmath
- Asia/Pyongyang （页面存档备份，存于） - TWiki
- 平壤時間 （页面存档备份，存于）